# Präsidentschaftswahl in den Vereinigten Staaten 1912
Die Präsidentschaftswahl in den Vereinigten Staaten von 1912 wurde unter drei wichtigen Kandidaten entschieden. Zwei hatten schon zuvor Wahlen zum Weißen Haus gewonnen.
Präsident William Howard Taft wurde erneut von der Republikanischen Partei mit der Unterstützung des konservativen Flügels der Partei ernannt. Taft war mit dem vormaligen Präsidenten Theodore Roosevelt befreundet gewesen und wurde von ihm aufgebaut, um die Reformen der Progressive Era in Roosevelts Sinn fortzuführen. Trotz etlicher Maßnahmen gegen marktbeherrschende Trusts ging er in den Augen des progressiven Flügels allerdings nicht weit genug, da er in Fragen des Arbeiterschutzes und der Arbeiterrechte weitgehend passiv blieb. Auch Roosevelt entfremdete sich zunehmend von ihm, und obwohl er dies zuvor ausgeschlossen hatte, erklärte er doch wieder seine Kandidatur, zumal eine dritte Amtszeit nicht an die zweite unmittelbar angeschlossen hätte. Roosevelt warb in Folge mit dem Programm des New Nationalism, das auf Sozialreformen abzielte. Im Zuge dessen kritisierte er auch Gerichtsurteile, die einseitig die Arbeitgeberinteressen bevorzugten (etwa das damals vieldiskutierte Höchstgerichts-Urteil Lochner v. New York) und forderte Maßnahmen, diese auszusetzen, was wiederum dem Berufsjuristen Taft ein Gräuel war. Taft rückte daher dem konservativen Flügel der Partei immer näher.
Eine Nominierung für die Republikanische Partei erreichte Roosevelt allerdings nicht, da der konservative Flügel sich hinter Taft stellte und der progressive Flügel mit Robert La Follette einen weiteren starken Kandidaten hatte. Als beim Konvent in Chicago Meinungsverschiedenheiten über das Stimmrecht von 200 Delegierten akut wurden, die Taft zugerechnet wurden, erklärte Roosevelt, dass Tafts Nominierung irregulär gewesen sei, und gründete eine neue Partei, die Progressive Party (Spitzname: Bull Moose Party).
Die Demokraten nominierten Woodrow Wilson, der zuvor als Reformgouverneur von New Jersey bekannt geworden war. Er bekam 42 Prozent der Stimmen und besiegte damit Taft und Roosevelt. Allerdings profitierte er stark von der Spaltung seiner Gegner: Er hatte weniger Stimmen beim popular vote als sein Vorgänger William Jennings Bryan bei allen drei Kandidaturen (1896, 1900, 1908), bei denen er jeweils deutlich besiegt worden war.
Wilson, der vier Jahre später seine Wiederwahl schaffte, wurde so zwischen 1892 und 1932 zum einzigen Demokraten, und nach der Wahl Grover Clevelands erst zweiten Demokraten und letzten zwischen 1856 und 1932, der zum Präsidenten gewählt wurde.
Indem Taft nur acht Wahlmänner für sich gewinnen konnte, ist diese Wahl auch die bis heute verheerendste Niederlage eines amtierenden Präsidenten bei seiner versuchten Wiederwahl.

## Ergebnis
| Kandidat            | Partei | Partei         | Stimmen    | Stimmen | Wahlmänner |
| Kandidat            | Partei | Partei         | Anzahl     | Prozent | Wahlmänner |
| ------------------- | ------ | -------------- | ---------- | ------- | ---------- |
| Woodrow Wilson      |        | Demokrat       | 6.296.284  | 41,8 %  | 435        |
| Theodore Roosevelt  |        | Progressiver   | 4.122.721  | 27,4 %  | 88         |
| William Howard Taft |        | Republikaner   | 3.486.242  | 23,2 %  | 8          |
| Eugene V. Debs      |        | Sozialist      | 901.551    | 6,0 %   | —          |
| Eugene W. Chafin    |        | Prohibitionist | 208.156    | 1,4 %   | —          |
| Arthur E. Reimer    |        | Sozialist      | 29.324     | 0,2 %   | —          |
| Andere              | Andere | Andere         | 4.556      | 0,0 %   | —          |
| Gesamt              | Gesamt | Gesamt         | 15.048.834 | 100 %   | 531        |

## Anmerkung
1. ↑  Anm.: Inhaltlich war Taft ebenfalls ein Gegner des Urteils. Er vertrat nur den legalistischen Standpunkt, dass Politik und Rechtssprechung auseinandergehalten werden sollten.

## Audio
- In Their Own Voices, the U.S. Presidential Elections of 1908 and 1912. Marston Records, 2000 (CD 2: Election 1912).